# هه جین
هه جین (انگلیسی: He Jin؛ زادهٔ ۳ مهٔ ۱۹۸۷) بازیکن زن واترپلو اهل چین است.
وی در مسابقات کشوری و بین‌المللی در مجموع برندهٔ ۲ مدال طلا، ۱ مدال نقره، ۱ مدال برنز شده‌است.